# Bethamcherla
Bethamcherla (o Betamcherla; talvolta erroneamente scritto "Bethamcheria") è una suddivisione dell'India, classificata come census town, di 30.977 abitanti, situata nel distretto di Kurnool, nello stato federato dell'Andhra Pradesh. In base al numero di abitanti la città rientra nella classe III (da 20.000 a 49.999 persone).

## Geografia fisica
La città è situata a 15° 28' 0 N e 78° 10' 0 E e ha un'altitudine di 400 m s.l.m.

## Società

### Evoluzione demografica
Al censimento del 2001 la popolazione di Bethamcherla assommava a 30.977 persone, delle quali 15.856 maschi e 15.121 femmine. I bambini di età inferiore o uguale ai sei anni assommavano a 4.494, dei quali 2.324 maschi e 2.170 femmine. Infine, coloro che erano in grado di saper almeno leggere e scrivere erano 16.057, dei quali 9.897 maschi e 6.160 femmine.